# マック鈴木
マック鈴木（マック すずき、本名：鈴木 誠（すずき まこと）、1975年5月31日 - ）は、日本出身の元プロ野球選手（投手）、元監督、野球解説者。
妻はお笑いコンビ・クワバタオハラの小原正子。
愛称の「マック」の由来は、本名の「誠」がアメリカ人には発音しづらいため、マイナーリーグ時代に周囲が「マック」と呼びはじめたからだと自著に記している。

## 経歴

### プロ以前
幼少期の頃から両親の影響で数多くのスポーツを経験し、野球以外では空手や水泳なども経験している。滝川第二高等学校に入学するが、1年時の大晦日に学外で警察沙汰を起こし高校を自主退学する。他校への編入や社会人野球などへの転向を考えたが、その間にもさらに2件の傷害事件を起こして警察沙汰になり、家庭裁判所の厄介にもなった。その後、父親と知人の紹介で団野村からアメリカ留学を勧められ渡米した。

### 練習生・マリナーズ時代
1992年に野村が経営に関与する1Aアドバンスのサリナス・スパーズに球団職員兼任練習生として参加。ボールボーイや洗濯雑用係などを務める。その後、バッティングピッチャーやブルペンピッチャーなどをチームに混じってするようになる。
1993年には1Aアドバンスのサンバーナディーノ・スピリッツへ移籍して、4勝12Sを記録。
1994年にシアトル・マリナーズとマイナー契約を結び、2Aジャクソンビル・サンズに昇格、当時シカゴ・ホワイトソックスとマイナー契約をしていたマイケル・ジョーダンと乱闘を経験。この年には肩を故障して手術を行っており、鈴木は、ウエイトトレーニングが原因であると後に告白している。
1995年に3Aを飛び越えてシアトル・マリナーズに昇格するが、登板のないまま3Aタコマ・レイニアーズに降格。
1996年7月7日にメジャーデビューを果たし、村上雅則、野茂英雄に次ぐ3人目の日本人メジャーリーガーとなった。また、日本プロ野球界を経由しない初の日本人メジャーリーガーであり、アメリカン・リーグ初の日本人メジャーリーガーでもあった。
1998年にメジャーへ再昇格を果たし、初勝利。翌年の4月に、飲酒運転で逮捕された。

### メッツ・ロイヤルズ時代
1999年6月にニューヨーク・メッツへ移籍した後、すぐにカンザスシティ・ロイヤルズへ移籍。
2000年には先発投手として自身唯一の年間規定投球回をクリアし8勝を挙げ、完封勝利も記録。

### ロッキーズ・ブルワーズ時代
2001年6月にコロラド・ロッキーズへ移籍したが、7月にミルウォーキー・ブルワーズに移籍。

### ロイヤルズ復帰
2002年にロイヤルズに復帰するが、この年メジャーでは勝利を挙げられずに解雇され、日本のプロ野球チーム入団の意向を表明。

### オリックス時代
規約によりドラフト会議での指名が必要となり、事前に球団練習場でテスト投球を見ていたヤクルトスワローズが獲得すると言われていたが、オリックス・ブルーウェーブが2巡目で強行指名し、オリックスに入団。メジャー経験者であったが日本球界での経験がないため、新人王資格を特例として有していたが、「新人王の資格は辞退したいと思います」と発言したことが話題になった。
191センチの長身から繰り出す最速154キロのストレートが武器で首脳陣の期待は大きかったが、2003年は4勝9敗1セーブ、防御率7.06と振るわなかった。特に対福岡ダイエーホークス戦では6試合で計21.2イニング登板し、1勝4敗、被安打36、失点32と相性が悪かった。8月1日の対戦で先発した際は、1死も奪えないほどの大乱調で0/3回自責点7、その後チームが1-29という記録的な大敗を喫するきっかけを生んだ。この年にはまたも飲酒運転で警察沙汰を起こし、球団がしばらく公表しなかったことも問題になった。鈴木は書類送検され社会貢献活動をすることになった。
2004年、オープン戦では防御率1.19という好成績を残しオープン戦最優秀防御率投手に輝くも、公式戦に入ると一軍では振るわず、1勝6敗0セーブ、防御率8.57に終わった。同年末の分配ドラフトを経て、2005年はオリックス・バファローズと契約。
しかし2005年シーズンは一軍登板なしに終わり、二軍でも防御率7点台と結果を残せなかった。同年オフにオリックスから戦力外通告を受けた。

### アスレチックス時代
オリックス退団後、12球団合同トライアウトには参加せず再びアメリカに渡る。2005年12月にオークランド・アスレチックスとマイナー契約を結び、招待選手としてメジャーのキャンプに参加するも、オープン戦で結果を残せずマイナーへ降格。

### メキシコ・カブス時代
2006年4月、リーガ・メヒカーナ・デ・ベイスボルのティフアナ・ポトロスに入団。オールスターにも選出され、活躍。8月、リーグシーズン終了後にシカゴ・カブスとマイナー契約し、傘下の3Aアイオワに所属。

### メキシコ復帰
2007年はリーガ・メヒカーナ・デ・ベイスボルのタバスコ・キャトルメンに所属。先発として活躍していたが、チームがプレーオフ進出を逃した。

### 台湾球界時代
同年8月のシーズン終了後、台湾プロ野球のLa Newベアーズへ移籍。主にクローザーとして、チームの後期優勝に貢献。統一ライオンズとの台湾シリーズの第6戦では、2番手として4回の途中より登板し9回まで投げ、その試合のMVPに選出。シリーズ最終戦でも、統一を2点追う場面の7回から登板、統一を1失点に抑えたが、打線が追いつけず、チームは台湾シリーズの優勝を逃す。その後、東北楽天ゴールデンイーグルスの入団テストを受けるも不合格（このテスト時にグローブを持参せず。親交のあった楽天イーグルスの小山伸一郎に借りて臨んだ）。ひげなどの身だしなみを楽天監督の野村克也に注意される場面もあった。

### メキシコ再復帰
2008年、ベネズエラウィンターリーグで調整後、La Newに残留するものの5月に台湾を離れ、5月11日にリーガ・メヒカーナ・デ・ベイスボルのチワワ・ゴールデンズと契約。

### 独立リーグ時代
リーガ・メヒカーナ・デ・ベイスボル終了後の8月19日、独立リーグであるゴールデンベースボールリーグのカルガリー・ヴァイパーズと契約。シーズン終了後の11月7日、メキシコウィンターリーグのトマテロス・デ・クリアカンと契約。主にクローザーとして活躍し、防御率も2.25と好成績を残したが、チームはプレーオフ進出を逃す。

### ドミニカ共和国、再びメキシコ
2009年、ドミニカ共和国ウィンターリーグのアスカレーロス・デル・エステと契約。4月、カルガリー・ヴァイパーズと再び契約。同年はチームがリーグ優勝。主にクローザーとして、防御率も2.44と、好調な成績でシーズン終了。ゴールデンベースボールリーグ終了後、すぐに同じくアメリカ独立リーグの1つであるアトランティックリーグのサザンメリーランド・ブルークラブスに助っ人として合流。チームのリバティ・ディビジョン優勝に貢献し、リーグ決勝戦では、ランカスター・バーンストーマーズと最終戦までもつれ込み、リーグ優勝を逃す。
2010年は、リーガ・メヒカーナ・デ・ベイスボルのチワワ・ゴールデンズで再びプレーし先発として9勝4敗、リーグ1位の防御率2.89と活躍。メキシコでのシーズン終了後、ゴールデンベースボールリーグのカルガリー・ヴァイパーズに3度目の入団をして2勝2敗の成績を残した。ゴールデンベースボールリーグ終了後は再びメキシコに戻り、ウィンターリーグに参加する予定だった。

### 関西独立リーグ時代
2011年1月26日、日本の関西独立リーグに新規参入する球団の監督就任が有力となっていることが明らかになり、翌27日に新球団（神戸サンズ）の選手兼任監督となることが発表された。神戸を前期優勝へと導いたが、後期は5チーム中4位に沈む。年間グランドチャンピオンシップも兵庫ブルーサンダーズに敗れ、同年シーズン終了後、退団した。

### 関西独立リーグ退団後
淡路島のスポーツジム「サンライズマックジム」でトレーナーをしている。2013年からJ SPORTSで解説を行っている。2015年からはミヤギテレビのローカル中継にも本数契約で出演。2017年から関西テレビのローカル中継にも本数契約で出演。その他、履正社医療スポーツ専門学校（履正社学園）で講師（コーチ）も務める。
2017年には、育児を楽しみながら頑張った男性を表彰する「イクメン オブ ザ イヤー2017」をスポーツ部門ではなく、芸能部門で受賞している。

## 詳細情報

### 年度別投手成績
| 年 度     | 球 団      | 登 板 | 先 発 | 完 投 | 完 封 | 無 四 球 | 勝 利 | 敗 戦 | セ 丨 ブ | ホ 丨 ル ド | 勝 率 | 打 者 | 投 球 回 | 被 安 打 | 被 本 塁 打 | 与 四 球 | 敬 遠 | 与 死 球 | 奪 三 振 | 暴 投 | ボ 丨 ク | 失 点 | 自 責 点 | 防 御 率 | W H I P |
| --------- | ---------- | ----- | ----- | ----- | ----- | -------- | ----- | ----- | -------- | ----------- | ----- | ----- | -------- | -------- | ----------- | -------- | ----- | -------- | -------- | ----- | -------- | ----- | -------- | -------- | ------- |
| 1996      | SEA        | 1     | 0     | 0     | 0     | 0        | 0     | 0     | 0        | --          | ----  | 8     | 1.1      | 2        | 0           | 2        | 1     | 0        | 1        | 0     | 0        | 3     | 3        | 20.25    | 3.00    |
| 1998      | SEA        | 6     | 5     | 0     | 0     | 0        | 1     | 2     | 0        | --          | .333  | 127   | 26.1     | 34       | 3           | 15       | 0     | 0        | 19       | 0     | 0        | 23    | 21       | 7.18     | 1.86    |
| 1999      | SEA        | 16    | 4     | 0     | 0     | 0        | 0     | 2     | 0        | 0           | .000  | 207   | 42.0     | 47       | 7           | 34       | 2     | 4        | 32       | 2     | 0        | 47    | 44       | 9.43     | 1.93    |
| 1999      | KC         | 22    | 9     | 0     | 0     | 0        | 2     | 3     | 0        | 0           | .400  | 303   | 68.0     | 77       | 9           | 30       | 1     | 3        | 36       | 9     | 0        | 45    | 39       | 5.16     | 1.57    |
| '99計     | KC         | 38    | 13    | 0     | 0     | 0        | 2     | 5     | 0        | 0           | .286  | 510   | 110.0    | 124      | 16          | 64       | 3     | 7        | 68       | 11    | 0        | 92    | 83       | 6.79     | 1.71    |
| 2000      | KC         | 32    | 29    | 1     | 1     | 0        | 8     | 10    | 0        | 0           | .444  | 839   | 188.2    | 195      | 26          | 94       | 6     | 3        | 135      | 11    | 0        | 100   | 91       | 4.34     | 1.53    |
| 2001      | KC         | 15    | 9     | 0     | 0     | 0        | 2     | 5     | 0        | 0           | .286  | 251   | 56.0     | 61       | 12          | 25       | 1     | 3        | 37       | 6     | 0        | 38    | 33       | 5.30     | 1.54    |
| 2001      | COL        | 3     | 1     | 0     | 0     | 0        | 0     | 2     | 0        | 0           | .000  | 39    | 6.1      | 9        | 3           | 11       | 0     | 1        | 5        | 2     | 0        | 12    | 11       | 15.63    | 3.16    |
| 2001      | MIL        | 15    | 9     | 0     | 0     | 0        | 3     | 5     | 0        | 0           | .375  | 252   | 56.0     | 52       | 5           | 37       | 3     | 4        | 47       | 8     | 0        | 37    | 33       | 5.30     | 1.59    |
| '01計     | MIL        | 33    | 19    | 0     | 0     | 0        | 5     | 12    | 0        | 0           | .294  | 542   | 118.1    | 122      | 20          | 73       | 4     | 8        | 89       | 16    | 0        | 87    | 77       | 5.86     | 1.65    |
| 2002      | KC         | 7     | 1     | 0     | 0     | 0        | 0     | 2     | 0        | 0           | .000  | 100   | 21.0     | 24       | 2           | 17       | 2     | 0        | 15       | 6     | 1        | 21    | 21       | 9.00     | 1.95    |
| 2003      | オリックス | 29    | 19    | 0     | 0     | 0        | 4     | 9     | 1        | --          | .308  | 520   | 108.1    | 129      | 18          | 74       | 1     | 4        | 85       | 10    | 0        | 99    | 85       | 7.06     | 1.87    |
| 2004      | オリックス | 24    | 5     | 0     | 0     | 0        | 1     | 6     | 0        | --          | .143  | 242   | 48.1     | 70       | 10          | 26       | 3     | 5        | 45       | 6     | 0        | 47    | 46       | 8.57     | 1.99    |
| 2007      | LaNew      | 8     | 1     | 0     | 0     | 0        | 2     | 2     | 4        | 0           | .500  | 87    | 21.0     | 17       | 1           | 7        | 0     | 1        | 18       | 1     | 0        | 10    | 9        | 3.86     | 1.14    |
| 2008      | LaNew      | 5     | 0     | 0     | 0     | 0        | 1     | 0     | 1        | 0           | 1.000 | 25    | 4.2      | 5        | 1           | 5        | 1     | 1        | 3        | 2     | 0        | 6     | 6        | 11.57    | 2.14    |
| MLB：6年  | MLB：6年   | 117   | 67    | 1     | 1     | 0        | 16    | 31    | 0        | 0           | .340  | 2126  | 465.2    | 501      | 67          | 265      | 16    | 18       | 327      | 44    | 1        | 326   | 296      | 5.72     | 1.64    |
| NPB：2年  | NPB：2年   | 53    | 24    | 0     | 0     | 0        | 5     | 15    | 1        | --          | .250  | 762   | 156.2    | 199      | 28          | 100      | 4     | 9        | 130      | 16    | 0        | 146   | 131      | 7.53     | 1.91    |
| CPBL：2年 | CPBL：2年  | 13    | 1     | 0     | 0     | 0        | 3     | 2     | 5        | 0           | .600  | 112   | 25.2     | 22       | 2           | 12       | 1     | 2        | 21       | 3     | 0        | 16    | 15       | 5.26     | 1.32    |

### 記録
NPB
- 初登板：2003年5月2日、対西武ライオンズ7回戦（西武ドーム）、7回裏に4番手で救援登板・完了、2回無失点
- 初奪三振：同上、7回裏に佐藤友亮から
- 初セーブ：2003年5月19日、対千葉ロッテマリーンズ6回戦（Yahoo! BBスタジアム）、9回表に5番手で救援登板・完了、1回無失点
- 初先発：2003年5月28日、対千葉ロッテマリーンズ11回戦（千葉マリンスタジアム）、5回2/3を5失点で敗戦投手
- 初勝利・初先発勝利：2003年6月10日、対大阪近鉄バファローズ11回戦（大阪ドーム）、7回無失点

### 背番号
- 96 （1996年）
- 41 （1998年 - 1999年途中）
- 55 （1999年途中 - 同年終了）
- 17 （2000年 - 2001年途中、2002年、2011年）
- 16 （2001年途中 - 同年途中）
- 52 （2001年途中 - 同年終了）
- 29 （2003年 - 2005年）
- 53 （2007年 - 2008年）

## 関連情報

### 野球以外での表彰
- イクメン オブ ザ イヤー2017 イクメン芸能部門（2017年）[18]

### 著書
- 『漂流者』（三交社、2014年1月、ISBN 978-4879198181）

### 漫画
- 「MAX：マック鈴木の挑戦！」（原案：木村公一 / 作画：戸田邦和） - 「週刊少年ジャンプ」1994年25号（1994年6月6日号）に掲載。取材をもとに構成された実録漫画。読み切り作品

### 関連書籍
- 『海を渡る：サムライたちの球跡』（長谷川晶一著、扶桑社、2024年9月、ISBN 9784594098056）

## CM
- ジェイフロンティア株式会社「酵水素328選 生サプリ 燃」（2022年 - ）※妻・小原正子と共に出演